# Mörby centrum (metropolitana di Stoccolma)
Mörby centrum è una stazione della metropolitana di Stoccolma.
È collocata all'interno dell'omonimo centro commerciale da cui trae nome, il quale è situato a sua volta sul territorio del comune di Danderyd, a nord della capitale svedese. La stazione rappresenta un capolinea della linea rossa T14, contiguo alla fermata di Danderyds sjukhus sul tracciato della rete metroviaria locale.
Una prima parte dell'odierno centro commerciale fu costruita nel 1961, ma negli anni seguenti vennero effettuate espansioni. Lo stabile ha trovato la definitiva dimensione di centro commerciale nell'anno 1977: poco più tardi divenne operativa anche la metropolitana, aperta ufficialmente il 29 gennaio 1978 in concomitanza con l'inaugurazione del tratto tra Mörby centrum e Universitetet.
La piattaforma è sotterranea e giace ad una profondità di 20-22 metri sotto il livello del suolo, mentre l'ingresso si trova all'interno del centro commerciale stesso. La stazione, progettata dagli architetti Michael Granit e Per H. Reimers, è stata decorata con pitture dagli artisti Karin Ek e Gösta Wessel.
L'utilizzo medio quotidiano durante un normale giorno feriale è pari a 7.300 persone circa.

## Tempi di percorrenza
| Linea | Capolinea | Tempo  | Stazione                                                  | Tempo                              |
| T14   | Fruängen  | 33 min | Östermalmstorg T-Centralen Gamla stan Slussen Liljeholmen | 13 min 15 min 17 min 18 min 25 min |